# Inger Littberger Caisou-Rousseau
Inger Anna Kristina Littberger Caisou-Rousseau, ogift Littberger, ursprungligen Fransson, född 6 oktober 1964 i Sävsjö församling i Jönköpings län, är en svensk litteraturvetare och författare. 
Hon disputerade på en avhandling om Ulla Isakssons romankonst. Hon är docent och forskare vid Lunds universitet. Hennes senaste bok handlar om Andreas Bruce.